# Tour de Francia 2023
La 110.ª edición del Tour de Francia fue una carrera de ciclismo en ruta por etapas que se desarrolló  entre el 1 y el 23 de julio de 2023 con inicio en Bilbao en España y final en París en Francia. 
La carrera fue la segunda y la más importante de las denominadas Grandes Vueltas de la temporada y formó parte del circuito UCI WorldTour 2023 dentro de la categoría 2.UWT siendo la vigésima primera competición del calendario de máxima categoría mundial.

## Equipos participantes
Tomaron la partida un total de 22 equipos, de los cuales asistieron por derecho propio los 18 equipos de categoría UCI WorldTeam, así como el Lotto-Dstny y el TotalEnergies al ser los dos mejores equipos UCI ProTeam de la temporada anterior. Las restantes 2 plazas fueron destinadas al Israel-Premier Tech y al Uno-X Pro Cycling Team (primer equipo noruego en participar en un Tour de Francia) de UCI ProTeam por invitación directa de los organizadores de la prueba. El pelotón inicial estaba conformado por 176 ciclistas de los cuales terminaron xxx. Los equipos participantes son:
| WorldTeams (18)- AG2R Citroën Team - Alpecin-Deceuninck - Arkéa-Samsic - Astana Qazaqstan Team - Bahrain Victorious - Bora-Hansgrohe - Team Jayco AlUla - Cofidis - Team DSM-Firmenich - EF Education-EasyPost - Groupama-FDJ - Ineos Grenadiers - Intermarché-Circus-Wanty - Jumbo-Visma - Movistar Team - Soudal Quick-Step - Lidl-Trek - UAE Team Emirates ProTeams (4)- Israel-Premier Tech - Lotto Dstny - TotalEnergies - Uno-X Pro Cycling Team |
| |

## Favoritos
Jonas Vingegaard (Jumbo Visma): el vigente campeón danés de 26 años, llega precedido de una excelente actuación en el Criterium del Dauphiné donde fue ganador absoluto. A su favor, la solidez de un gran equipo, y la gran preparación que ha demostrado para la ronda gala.
 Tadej Pogačar (UAE Team Emirates): ciclista esloveno de 24 años, buscaba su tercer título en la Grande Boucle precedido en ese año de victorias en la París-Niza y en las tres clásicas de las Ardenas además de conseguir  el campeonato en ruta y contrarreloj de su país natal. Durante su preparación tuvo una parada obligada por una caída que le ocasionó fractura en una muñeca. Cuenta también con un gran equipo, donde Adam Yates será uno de sus gregarios de oro.
 Jai Hindley (Bora - Hansgrohe): el australiano de 27 años tiene en su palmarés el título del Giro de Italia del 2022, fue cuarto en el  Criterium del Dauphiné de este año.
  Richard Carapaz (EF Education): el ecuatoriano de 30 años ha sido podio en las tres grandes, en el tour espera mejorar el tercer puesto logrado en el 2021, pese a que este año no ha tenido un desempeño destacado en las carreras importantes que ha corrido ganó la Mercan'Tour Classic Alpes-Maritimes.
Otros ciclistas a tener en cuenta para disputar el podio son el propio Adam Yates, el australiano Ben O'Connor, el español Enric Mas, el danés Mattias Skjelmose y el francés David Gaudu, cuarto el año anterior en el Tour.

## Etapas
| Etapa      | Fecha     | Recorrido                                  | type                    | Distancia (km) | Desnivel (m) | Ganador            | Líder            |
| ---------- | --------- | ------------------------------------------ | ----------------------- | -------------- | ------------ | ------------------ | ---------------- |
| 1.ª etapa  | 1 de jul  | Bilbao – Bilbao                            | etapa escarpada         | 182            | 3238 m       | Adam Yates         | Adam Yates       |
| 2.ª etapa  | 2 de jul  | Vitoria – San Sebastián                    | etapa escarpada         | 208,9          | 2943 m       | Victor Lafay       | Adam Yates       |
| 3.ª etapa  | 3 de jul  | Amorebieta-Echano – Bayona                 | etapa llana             | 193,5          | 2600 m       | Jasper Philipsen   | Adam Yates       |
| 4.ª etapa  | 4 de jul  | Dax – Nogaro                               | etapa llana             | 181,8          | 1434 m       | Jasper Philipsen   | Adam Yates       |
| 5.ª etapa  | 5 de jul  | Pau – Laruns                               | etapa de montaña        | 162,7          | 3659 m       | Jai Hindley        | Jai Hindley      |
| 6.ª etapa  | 6 de jul  | Tarbes – Cauterets                         | etapa de montaña        | 144,9          | 3922 m       | Tadej Pogačar      | Jonas Vingegaard |
| 7.ª etapa  | 7 de jul  | Mont-de-Marsan – Burdeos                   | etapa llana             | 169,9          | 785 m        | Jasper Philipsen   | Jonas Vingegaard |
| 8.ª etapa  | 8 de jul  | Libourne – Limoges                         | etapa escarpada         | 200,7          | 1812 m       | Mads Pedersen      | Jonas Vingegaard |
| 9.ª etapa  | 9 de jul  | Saint-Léonard-de-Noblat – Puy de Dôme      | etapa de montaña        | 182,4          | 3494 m       | Michael Woods      | Jonas Vingegaard |
|            | 10 de jul | Día de descanso                            | Día de descanso         |                |              |                    |                  |
| 10.ª etapa | 11 de jul | Vulcania – Issoire                         | etapa escarpada         | 167,2          | 3127 m       | Pello Bilbao       | Jonas Vingegaard |
| 11.ª etapa | 12 de jul | Clermont-Ferrand – Moulins                 | etapa llana             | 179,8          | 1854 m       | Jasper Philipsen   | Jonas Vingegaard |
| 12.ª etapa | 13 de jul | Roanne – Belleville-en-Beaujolais          | etapa escarpada         | 168,8          | 3088 m       | Ion Izagirre       | Jonas Vingegaard |
| 13.ª etapa | 14 de jul | Châtillon-sur-Chalaronne – Grand Colombier | etapa de montaña        | 137,8          | 2410 m       | Michał Kwiatkowski | Jonas Vingegaard |
| 14.ª etapa | 15 de jul | Annemasse – Morzine                        | etapa de montaña        | 151,8          | 4281 m       | Carlos Rodríguez   | Jonas Vingegaard |
| 15.ª etapa | 16 de jul | Les Gets – Saint-Gervais-les-Bains         | etapa de montaña        | 179            | 4527 m       | Wout Poels         | Jonas Vingegaard |
|            | 17 de jul | Día de descanso                            | Día de descanso         |                |              |                    |                  |
| 16.ª etapa | 18 de jul | Passy – Combloux                           | contrarreloj individual | 22,4           | 638 m        | Jonas Vingegaard   | Jonas Vingegaard |
| 17.ª etapa | 19 de jul | Saint-Gervais-les-Bains – Courchevel       | etapa de montaña        | 165,7          | 5405 m       | Felix Gall         | Jonas Vingegaard |
| 18.ª etapa | 20 de jul | Moûtiers – Bourg-en-Bresse                 | etapa llana             | 184,9          | 1211 m       | Kasper Asgreen     | Jonas Vingegaard |
| 19.ª etapa | 21 de jul | Moirans-en-Montagne – Poligny              | etapa escarpada         | 172,8          | 1950 m       | Matej Mohorič      | Jonas Vingegaard |
| 20.ª etapa | 22 de jul | Belfort – Le Markstein                     | etapa de montaña        | 133,5          | 3484 m       | Tadej Pogačar      | Jonas Vingegaard |
| 21.ª etapa | 23 de jul | Saint-Quentin-en-Yvelines – París          | etapa llana             | 115,1          | 598 m        | Jordi Meeus        | Jonas Vingegaard |

## Clasificaciones finales
Las clasificaciones finalizaron de la siguiente forma:

### Clasificación general(Maillot Jaune)
| \| Clasificación general \| Clasificación general \| Clasificación general \| Clasificación general \| Clasificación general \| \| Ciclista \| Ciclista \| Equipo \| Tiempo \| \| \| --------------------- \| --------------------- \| --------------------- \| --------------------- \| --------------------- \| \| 1.º \| Jonas Vingegaard \| Jumbo-Visma \| 82 h 05 min 42 s \| \| \| 2.º \| Tadej Pogačar \| UAE Team Emirates \| + 7 min 29 s \| \| \| 3.º \| Adam Yates \| UAE Team Emirates \| + 10 min 56 s \| \| \| 4.º \| Simon Yates \| Team Jayco AlUla \| + 12 min 23 s \| \| \| 5.º \| Carlos Rodríguez \| Ineos Grenadiers \| + 13 min 17 s \| \| \| 6.º \| Pello Bilbao \| Bahrain Victorious \| + 13 min 27 s \| \| \| 7.º \| Jai Hindley \| Bora-Hansgrohe \| + 14 min 44 s \| \| \| 8.º \| Felix Gall \| AG2R Citroën Team \| + 16 min 09 s \| \| \| 9.º \| David Gaudu \| Groupama-FDJ \| + 23 min 08 s \| \| \| 10.º \| Guillaume Martin \| Cofidis \| + 26 min 30 s \| \| \| 11.º \| Thibaut Pinot \| Groupama-FDJ \| + 28 min 03 s \| \| \| 12.º \| Sepp Kuss \| Jumbo-Visma \| + 37 min 32 s \| \| \| 13.º \| Thomas Pidcock \| Ineos Grenadiers \| + 47 min 52 s \| \| \| 14.º \| Rafał Majka \| UAE Team Emirates \| + 56 min 36 s \| \| \| 15.º \| Jonathan Castroviejo \| Ineos Grenadiers \| + 56 min 37 s \| \| \| 16.º \| Chris Harper \| Team Jayco AlUla \| + 57 min 29 s \| \| \| 17.º \| Ben O'Connor \| AG2R Citroën Team \| + 1 h 04 min 59 s \| \| \| 18.º \| Wilco Kelderman \| Jumbo-Visma \| + 1 h 06 min 46 s \| \| \| 19.º \| Mikel Landa \| Bahrain Victorious \| + 1 h 12 min 41 s \| \| \| 20.º \| Valentin Madouas \| Groupama-FDJ \| + 1 h 14 min 10 s \| \| \| 21.º \| Emanuel Buchmann \| Bora-Hansgrohe \| + 1 h 15 min 44 s \| \| \| 22.º \| Warren Barguil \| Arkéa-Samsic \| + 1 h 17 min 06 s \| \| \| 23.º \| Felix Großschartner \| UAE Team Emirates \| + 1 h 45 min 21 s \| \| \| 24.º \| Tiesj Benoot \| Jumbo-Visma \| + 1 h 46 min 55 s \| \| \| 25.º \| Clément Berthet \| AG2R Citroën Team \| + 1 h 50 min 19 s \| \| |                      |                    |                   |
| |                      |                    |                   |
| Fuente: ProCyclingStats |                      |                    |                   |
| Clasificación general |                      |                    |                   |
| Ciclista | Ciclista             | Equipo             | Tiempo            |
| 1.º | Jonas Vingegaard     | Jumbo-Visma        | 82 h 05 min 42 s  |
| 2.º | Tadej Pogačar        | UAE Team Emirates  | + 7 min 29 s      |
| 3.º | Adam Yates           | UAE Team Emirates  | + 10 min 56 s     |
| 4.º | Simon Yates          | Team Jayco AlUla   | + 12 min 23 s     |
| 5.º | Carlos Rodríguez     | Ineos Grenadiers   | + 13 min 17 s     |
| 6.º | Pello Bilbao         | Bahrain Victorious | + 13 min 27 s     |
| 7.º | Jai Hindley          | Bora-Hansgrohe     | + 14 min 44 s     |
| 8.º | Felix Gall           | AG2R Citroën Team  | + 16 min 09 s     |
| 9.º | David Gaudu          | Groupama-FDJ       | + 23 min 08 s     |
| 10.º | Guillaume Martin     | Cofidis            | + 26 min 30 s     |
| 11.º | Thibaut Pinot        | Groupama-FDJ       | + 28 min 03 s     |
| 12.º | Sepp Kuss            | Jumbo-Visma        | + 37 min 32 s     |
| 13.º | Thomas Pidcock       | Ineos Grenadiers   | + 47 min 52 s     |
| 14.º | Rafał Majka          | UAE Team Emirates  | + 56 min 36 s     |
| 15.º | Jonathan Castroviejo | Ineos Grenadiers   | + 56 min 37 s     |
| 16.º | Chris Harper         | Team Jayco AlUla   | + 57 min 29 s     |
| 17.º | Ben O'Connor         | AG2R Citroën Team  | + 1 h 04 min 59 s |
| 18.º | Wilco Kelderman      | Jumbo-Visma        | + 1 h 06 min 46 s |
| 19.º | Mikel Landa          | Bahrain Victorious | + 1 h 12 min 41 s |
| 20.º | Valentin Madouas     | Groupama-FDJ       | + 1 h 14 min 10 s |
| 21.º | Emanuel Buchmann     | Bora-Hansgrohe     | + 1 h 15 min 44 s |
| 22.º | Warren Barguil       | Arkéa-Samsic       | + 1 h 17 min 06 s |
| 23.º | Felix Großschartner  | UAE Team Emirates  | + 1 h 45 min 21 s |
| 24.º | Tiesj Benoot         | Jumbo-Visma        | + 1 h 46 min 55 s |
| 25.º | Clément Berthet      | AG2R Citroën Team  | + 1 h 50 min 19 s |

### Clasificación por puntos(Maillot Vert)
| Clasificación por puntos | Clasificación por puntos | Clasificación por puntos | Clasificación por puntos | Clasificación por puntos |
| Ciclista                 | Ciclista                 | Equipo                   | Puntos                   |                          |
| ------------------------ | ------------------------ | ------------------------ | ------------------------ | ------------------------ |
| 1.º                      | Jasper Philipsen         | Alpecin-Deceuninck       | 377 pts                  |                          |
| 2.º                      | Mads Pedersen            | Lidl-Trek                | 258 pts                  |                          |
| 3.º                      | Bryan Coquard            | Cofidis                  | 203 pts                  |                          |
| 4.º                      | Tadej Pogačar            | UAE Team Emirates        | 186 pts                  |                          |
| 5.º                      | Jonas Vingegaard         | Jumbo-Visma              | 128 pts                  |                          |
| 6.º                      | Kasper Asgreen           | Soudal Quick-Step        | 125 pts                  |                          |
| 7.º                      | Jordi Meeus              | Bora-Hansgrohe           | 123 pts                  |                          |
| 8.º                      | Matej Mohorič            | Bahrain Victorious       | 106 pts                  |                          |
| 9.º                      | Pello Bilbao             | Bahrain Victorious       | 103 pts                  |                          |
| 10.º                     | Simon Yates              | Team Jayco AlUla         | 95 pts                   |                          |

### Clasificación de la montaña(Maillot à Pois Rouges)
| Clasificación de la montaña | Clasificación de la montaña | Clasificación de la montaña | Clasificación de la montaña | Clasificación de la montaña |
| Ciclista                    | Ciclista                    | Equipo                      | Puntos                      |                             |
| --------------------------- | --------------------------- | --------------------------- | --------------------------- | --------------------------- |
| 1.º                         | Giulio Ciccone              | Lidl-Trek                   | 106 pts                     |                             |
| 2.º                         | Felix Gall                  | AG2R Citroën Team           | 92 pts                      |                             |
| 3.º                         | Jonas Vingegaard            | Jumbo-Visma                 | 89 pts                      |                             |
| 4.º                         | Neilson Powless             | EF Education-EasyPost       | 58 pts                      |                             |
| 5.º                         | Tadej Pogačar               | UAE Team Emirates           | 55 pts                      |                             |
| 6.º                         | Simon Yates                 | Team Jayco AlUla            | 44 pts                      |                             |
| 7.º                         | Tobias Halland Johannessen  | Uno-X Pro Cycling Team      | 38 pts                      |                             |
| 8.º                         | Jai Hindley                 | Bora-Hansgrohe              | 31 pts                      |                             |
| 9.º                         | Michał Kwiatkowski          | Ineos Grenadiers            | 30 pts                      |                             |
| 10.º                        | Mattias Skjelmose           | Lidl-Trek                   | 29 pts                      |                             |

### Clasificación del mejor joven(Maillot Blanc)
| Clasificación del mejor joven | Clasificación del mejor joven | Clasificación del mejor joven | Clasificación del mejor joven | Clasificación del mejor joven |
| Ciclista                      | Ciclista                      | Equipo                        | Tiempo                        |                               |
| ----------------------------- | ----------------------------- | ----------------------------- | ----------------------------- | ----------------------------- |
| 1.º                           | Tadej Pogačar                 | UAE Team Emirates             | 82 h 13 min 11 s              |                               |
| 2.º                           | Carlos Rodríguez              | Ineos Grenadiers              | + 5 min 48 s                  |                               |
| 3.º                           | Felix Gall                    | AG2R Citroën Team             | + 8 min 40 s                  |                               |
| 4.º                           | Thomas Pidcock                | Ineos Grenadiers              | + 40 min 23 s                 |                               |
| 5.º                           | Mattias Skjelmose             | Lidl-Trek                     | + 2 h 07 min 58 s             |                               |
| 6.º                           | Tobias Halland Johannessen    | Uno-X Pro Cycling Team        | + 2 h 08 min 04 s             |                               |
| 7.º                           | Mathieu Burgaudeau            | TotalEnergies                 | + 2 h 13 min 44 s             |                               |
| 8.º                           | Clément Champoussin           | Arkéa-Samsic                  | + 2 h 50 min 38 s             |                               |
| 9.º                           | Matthew Dinham                | Team DSM-Firmenich            | + 3 h 06 min 03 s             |                               |
| 10.º                          | Maxim Van Gils                | Lotto Dstny                   | + 3 h 10 min 20 s             |                               |

### Clasificación por equipos(Classement par Équipe)
| Clasificación por equipos | Clasificación por equipos | Clasificación por equipos | Clasificación por equipos |
| Equipo                    | Equipo                    | Tiempo                    |                           |
| ------------------------- | ------------------------- | ------------------------- | ------------------------- |
| 1.º                       | Jumbo-Visma               | 247 h 19 min 41 s         |                           |
| 2.º                       | UAE Team Emirates         | + 13 min 49 s             |                           |
| 3.º                       | Bahrain Victorious        | + 27 min 38 s             |                           |
| 4.º                       | Ineos Grenadiers          | + 28 min 37 s             |                           |
| 5.º                       | Groupama-FDJ              | + 57 min 20 s             |                           |
| 6.º                       | AG2R Citroën Team         | + 1 h 51 min 00 s         |                           |
| 7.º                       | Bora-Hansgrohe            | + 2 h 05 min 08 s         |                           |
| 8.º                       | Team Jayco AlUla          | + 3 h 21 min 33 s         |                           |
| 9.º                       | Israel-Premier Tech       | + 4 h 33 min 49 s         |                           |
| 10.º                      | Movistar Team             | + 4 h 37 min 33 s         |                           |

## Evolución de las clasificaciones
| Etapa                   |                         | Ganador _          | Clasificación general | Puntos           | Montaña          | Jóvenes       | Combatividad         | Equipo             |
| ----------------------- | ----------------------- | ------------------ | --------------------- | ---------------- | ---------------- | ------------- | -------------------- | ------------------ |
| 1.ª etapa               | etapa escarpada         | Adam Yates         | Adam Yates            | Adam Yates       | Neilson Powless  | Tadej Pogačar | Adam Yates           | Jumbo-Visma        |
| 2.ª etapa               | etapa escarpada         | Victor Lafay       | Adam Yates            | Victor Lafay     | Neilson Powless  | Tadej Pogačar | Neilson Powless      | Jumbo-Visma        |
| 3.ª etapa               | etapa llana             | Jasper Philipsen   | Adam Yates            | Victor Lafay     | Neilson Powless  | Tadej Pogačar | Laurent Pichon       | Jumbo-Visma        |
| 4.ª etapa               | etapa llana             | Jasper Philipsen   | Adam Yates            | Jasper Philipsen | Neilson Powless  | Tadej Pogačar | Benoît Cosnefroy     | Jumbo-Visma        |
| 5.ª etapa               | etapa de montaña        | Jai Hindley        | Jai Hindley           | Jasper Philipsen | Felix Gall       | Tadej Pogačar | Wout van Aert        | Jumbo-Visma        |
| 6.ª etapa               | etapa de montaña        | Tadej Pogačar      | Jonas Vingegaard      | Jasper Philipsen | Neilson Powless  | Tadej Pogačar | Wout van Aert        | Jumbo-Visma        |
| 7.ª etapa               | etapa llana             | Jasper Philipsen   | Jonas Vingegaard      | Jasper Philipsen | Neilson Powless  | Tadej Pogačar | Simon Guglielmi      | Jumbo-Visma        |
| 8.ª etapa               | etapa escarpada         | Mads Pedersen      | Jonas Vingegaard      | Jasper Philipsen | Neilson Powless  | Tadej Pogačar | Anthony Turgis       | Jumbo-Visma        |
| 9.ª etapa               | etapa de montaña        | Michael Woods      | Jonas Vingegaard      | Jasper Philipsen | Neilson Powless  | Tadej Pogačar | Matteo Jorgenson     | Bahrain Victorious |
| 10.ª etapa              | etapa escarpada         | Pello Bilbao       | Jonas Vingegaard      | Jasper Philipsen | Neilson Powless  | Tadej Pogačar | Krists Neilands      | Bahrain Victorious |
| 11.ª etapa              | etapa llana             | Jasper Philipsen   | Jonas Vingegaard      | Jasper Philipsen | Neilson Powless  | Tadej Pogačar | Daniel Oss           | Bahrain Victorious |
| 12.ª etapa              | etapa escarpada         | Ion Izagirre       | Jonas Vingegaard      | Jasper Philipsen | Neilson Powless  | Tadej Pogačar | Mathieu van der Poel | Bahrain Victorious |
| 13.ª etapa              | etapa de montaña        | Michał Kwiatkowski | Jonas Vingegaard      | Jasper Philipsen | Neilson Powless  | Tadej Pogačar | Michał Kwiatkowski   | Ineos Grenadiers   |
| 14.ª etapa              | etapa de montaña        | Carlos Rodríguez   | Jonas Vingegaard      | Jasper Philipsen | Jonas Vingegaard | Tadej Pogačar | Giulio Ciccone       | Ineos Grenadiers   |
| 15.ª etapa              | etapa de montaña        | Wout Poels         | Jonas Vingegaard      | Jasper Philipsen | Giulio Ciccone   | Tadej Pogačar | Adrien Petit         | Jumbo-Visma        |
| 16.ª etapa              | contrarreloj individual | Jonas Vingegaard   | Jonas Vingegaard      | Jasper Philipsen | Giulio Ciccone   | Tadej Pogačar | no otorgado          | Jumbo-Visma        |
| 17.ª etapa              | etapa de montaña        | Felix Gall         | Jonas Vingegaard      | Jasper Philipsen | Giulio Ciccone   | Tadej Pogačar | Felix Gall           | Jumbo-Visma        |
| 18.ª etapa              | etapa llana             | Kasper Asgreen     | Jonas Vingegaard      | Jasper Philipsen | Giulio Ciccone   | Tadej Pogačar | Victor Campenaerts   | Jumbo-Visma        |
| 19.ª etapa              | etapa escarpada         | Matej Mohorič      | Jonas Vingegaard      | Jasper Philipsen | Giulio Ciccone   | Tadej Pogačar | Victor Campenaerts   | Jumbo-Visma        |
| 20.ª etapa              | etapa de montaña        | Tadej Pogačar      | Jonas Vingegaard      | Jasper Philipsen | Giulio Ciccone   | Tadej Pogačar | Thibaut Pinot        | Jumbo-Visma        |
| 21.ª etapa              | etapa llana             | Jordi Meeus        | Jonas Vingegaard      | Jasper Philipsen | Giulio Ciccone   | Tadej Pogačar | no otorgado          | Jumbo-Visma        |
| Clasificaciones finales | Clasificaciones finales |                    | Jonas Vingegaard      | Jasper Philipsen | Giulio Ciccone   | Tadej Pogačar | Victor Campenaerts   | Jumbo-Visma        |

## Ciclistas participantes y posiciones finales
Convenciones:
- AB-N: Abandono en la etapa "N"
- FLT-N: Retiro por llegada fuera del límite de tiempo en la etapa "N"
- NTS-N: No tomó la salida para la etapa "N"
- DES-N: Descalificado o expulsado en la etapa "N"

## UCI World Ranking
El Tour de Francia otorgó otorgó puntos para el UCI World Ranking para corredores de los equipos en las categorías UCI WorldTeam, UCI ProTeam y Continental. Las siguientes tablas son el baremo de puntuación y los diez corredores que obtuvieron más puntos:
| Posición                 | 1.º  | 2.º  | 3.º | 4.º | 5.º | 6.º | 7.º | 8.º | 9.º | 10.º | 11.º | 12.º | 13.º | 14.º | 15.º | 16.º | 17.º | 18.º | 19.º | 20.º | 21.º - 25.º | 26.º - 30.º | 31.º - 40.º | 41.º - 50.º | 51.º - 55.º | 56.º - 60.º |
| Clasificación general    | 1300 | 1040 | 880 | 750 | 620 | 520 | 425 | 360 | 295 | 230  | 190  | 165  | 140  | 110  | 100  | 90   | 85   | 80   | 70   | 60   | 50          | 40          | 35          | 25          | 20          | 15          |
| Por etapa                | 210  | 150  | 110 | 90  | 70  | 55  | 45  | 40  | 35  | 30   | 25   | 20   | 15   | 10   | 5    |      |      |      |      |      |             |             |             |             |             |             |
| Líder                    | 25   |      |     |     |     |     |     |     |     |      |      |      |      |      |      |      |      |      |      |      |             |             |             |             |             |             |
| Clasificación secundaria | 210  | 150  | 110 |     |     |     |     |     |     |      |      |      |      |      |      |      |      |      |      |      |             |             |             |             |             |             |

| Clasificación |                  |                    |         |       |       |            |       |
| Posición      | Ciclista         | Equipo             | General | Etapa | Líder | Secundaria | Total |
| ------------- | ---------------- | ------------------ | ------- | ----- | ----- | ---------- | ----- |
| 1.º           | Jonas Vingegaard | Jumbo-Visma        | 1300    | 875   | 375   | 110        | 2660  |
| 2.º           | Tadej Pogačar    | UAE Emirates       | 1040    | 1155  | -     | -          | 2195  |
| 3.º           | Jasper Philipsen | Alpecin-Deceuninck | -       | 1320  | -     | 210        | 1530  |
| 4.º           | Adam Yates       | UAE Emirates       | 880     | 520   | 100   | -          | 1500  |
| 5.º           | Simon Yates      | Jayco AlUla        | 750     | 590   | -     | -          | 1340  |
| 6.º           | Pello Bilbao     | Bahrain Victorious | 520     | 560   | -     | -          | 1080  |
| 7.º           | Felix Gall       | AG2R Citroën       | 360     | 545   | -     | 150        | 1055  |
| 8.º           | Carlos Rodríguez | INEOS Grenadiers   | 620     | 370   | -     | -          | 990   |
| 9.º           | Jai Hindley      | Bora-Hansgrohe     | 425     | 500   | 25    | -          | 950   |
| 10.º          | Mads Pedersen    | Lidl-Trek          | -       | 640   | -     | 150        | 790   |

Nota:
1. ↑  Solo aplica para las clasificaciones por puntos y montaña.